# Derris cavaleriei
Derris cavaleriei är en ärtväxtart som beskrevs av François Gagnepain. Derris cavaleriei ingår i släktet Derris och familjen ärtväxter. Inga underarter finns listade i Catalogue of Life.